# Martin Osterholm
Martin Osterholm, född 13 augusti 1863 i Varberg, död 10 december 1927 i Tiffin, Ohio, var en svenskamerikansk språkvetare.
Martin Osterholm var son till juveleraren Peter Österholm. han emigrerade till USA i början av 1880-talet, och blev där student vid Augustana College 1885. Osterholm fortsatte sina studier vid University of Nebraska, Yale University och University of Chicago, där han blev Doctor of Philosophy 1896. Då hade han verkat som lärare under många år, 1885–1887 vid Bethania College, 1887–1888 i Lincoln, Nebraska och 1891–1892 i Omaha, Nebraska. 1893–1896 var han professor i moderna språk vid Cotner University och flyttade sedan till Carthage College i Illinois som professor i tyska och engelska 1896–1901 och i moderna språk 1901–1903. Från 1903 var han professor i samma ämne vid Heidelberg College i Tiffin, Ohio.